# 니조촌 (시마네현)
니조촌(二条村)은 시마네현 미노군에 설치되었던 촌이다. 현재의 마스다시에 해당한다.